# Sintel
Sintel, também conhecida como Durian Project, anunciado em 8 de maio de 2009, é a nova animação livre do Blender Institute, planejada para início de produção em 1 de setembro de 2009, e conclusão em agosto/setembro de 2010. Seu público-alvo planejado são os adolescentes, com o tema de fantasia épica e ação. Seu protagonista será uma heroína jovem, chamada Sintel. O trailer de Sintel foi publicado em 13 de maio de 2010 e, pode ser visto online no site oficial da animação. O filme foi lançado dia 27 de setembro de 2010, no Festival de Filmes da Holanda e, online dia 30 de setembro de 2010. Como todas as animações anteriores do Blender Institute, a animação recebeu um codinome, antes de decidir o nome definitivo, que é o nome de um fruto, o durião (do inglês durian).
Um jogo feito por fãs para a animação, chamado “Sintel The Game”, está em produção e foi anunciado em 12 de maio de 2010, na BlenderArtists.org.

## Enredo
O filme acompanha uma garota chamada Sintel (Halina Reijn), que está à procura de um dragão bebê que ela chama Scales. Ela luta contra um guerreiro desconhecido e, após vencer, desmaia de cansaço. Ao acordar, encontra um velho xamã (Thom Hoffman) e, em um flashback, revela que tinha encontrado Scales com a sua asa machucada e cuidado dele, formando um vínculo afetivo com ele. No momento em que sua asa se recuperou e ele foi capaz de voar, Scales foi pego por um dragão adulto. Sintel, desde então, embarcou em uma missão para resgatar Scales, lutando contra guerreiros ao longo do caminho. Ela finalmente se depara com uma caverna habitada por um dragão adulto e um dragão bebê, o último dos quais ela acredita ser Scales. O dragão adulto descobre e ataca Sintel, mas hesita em matá-la. Sintel mata o dragão, apenas para reconhecer a cicatriz em seu braço e perceber que o dragão adulto é o Scales, e que ela também envelheceu consideravelmente. Sintel deixa a caverna com o coração partido, sem saber, seguida do bebê do Scales.

## Informações técnicas
Seguindo Elephants Dream, Big Buck Bunny, e Yo Frankie!, o curta-metragem é o quarto projeto criado pela Blender Foundation. Sintel foi criado pelo Blender Institute, uma divisão da Blender Foundation, criada especificamente para facilitar a criação de filmes e jogos livres.
O filme foi financiado pela Blender Foundation, doações da comunidade Blender, pré-vendas do DVD do filme e patrocínio comercial. Tanto o produto final e os dados de produção, incluindo dados de animação, personagens e texturas são liberado sob a licença Creative Commons Attribution.
Uma curiosidade sobre o filme é que, aos 4:20 do vídeo, o modelo de um dos personagens da animação Elephants Dream é reutilizado nesta animação como um dos comerciantes no cenário do mercado, podendo ser visto ao fundo da cena, no lado esquerdo.

### Melhorias ao Blender
Como nos projetos de animações livres anteriores do Blender, os desenvolvedores do Blender trabalharam extensivamente para melhorar o software de acordo com as necessidades da equipe do filme. Melhorias foram feitas na interface do usuário, o sistema de partículas, escultura, shading, renderização, restrições e simulação de fumaça. Esses recursos foram liberados para o público na versão 2.54 do Blender.